# Arauca (miasto)
Arauca – miasto w Kolumbii. W 2018 roku liczyło 85 585 mieszkańców, a gęstość zaludnienia wyniosła 14,65 os./km². Miasto jest ośrodkiem administracyjnym departamentu o tej samej nazwie.

## Położenie
Arauca ma całkowitą powierzchnię 5841 km². Miasto znajduje się nad rzeką Arauca oraz w kolumbijskim Llanos. Około 10 kilometrów na północ znajduje się Wenezuelskie miasto El Amparo. Arauca graniczy z miastami Arauquita, Puerto Rondón oraz Cravo Norte.

## Historia
Region Arauca został zbadany przez niemieckiego odkrywcę i konkwistadora Georga Hohermutha w 1536 roku, który przybył w te rejony w poszukiwaniu El Dorado. Miasto zostało założone 4 grudnia 1780 roku i nazwane na cześć pobliskiej rzeki Arauca.

## Burmistrzowie
Pierwsze wybory na burmistrza odbyły się w 1988 roku, które wygrał prawnik Manuel Caropresse Méndez. Trzy lata później wybory wygrał José Gregorio González Cisneros. W 1993 roku na burmistrza został wybrany lekarz Ricardo Alvarado Bestene. Od 2020 roku burmistrzem jest Edgar Fernando Tovar.

## Gospodarka
W 1983 roku odkryto pole naftowe na obrzeżach miasta, które jest drugim co do wielkości polem naftowym w Kolumbii. Uprawia się tutaj także trzcinę cukrową, maniok, banany i kakao.

## Transport
W Arauca znajduje się lotnisko Santiago Pérez Quiroz. Obsługiwane jest przez linie lotnicze Satena oraz linie lotnicze Easyfly.

## Klimat
Średnia temperatura wynosi 26 °C. Najcieplejszym miesiącem jest marzec (28 °C), a najzimniejszym jest lipiec (25 °C). Średnie opady wynoszą 1798 milimetrów rocznie. Najbardziej wilgotnym miesiącem jest czerwiec (313 milimetrów opadów), a najbardziej suchym jest luty (12 milimetrów opadów).
| Miesiąc       | Styczeń | Luty    | Marzec  | Kwiecień | Maj      | Czerwiec | Lipiec   | Sierpień | Wrzesień | Październik | Listopad | Grudzień |
| ------------- | ------- | ------- | ------- | -------- | -------- | -------- | -------- | -------- | -------- | ----------- | -------- | -------- |
| Średnia temp. | 27,2 °C | 28,3 °C | 28,6 °C | 27,6 °C  | 26,4 °C  | 25,8 °C  | 25,5 °C  | 25,9 °C  | 26,3 °C  | 26,6 °C     | 26,8 °C  | 26,7 °C  |
| Średnie opady | 13 mm   | 12 mm   | 39,7 mm | 130,9 mm | 224,1 mm | 313,7 mm | 304,7 mm | 234,2 mm | 204,3 mm | 186,7 mm    | 110,1 mm | 24,6 mm  |

## Galeria

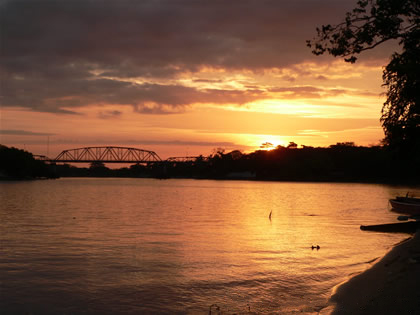
Zachód słońca nas rzeką Arauca
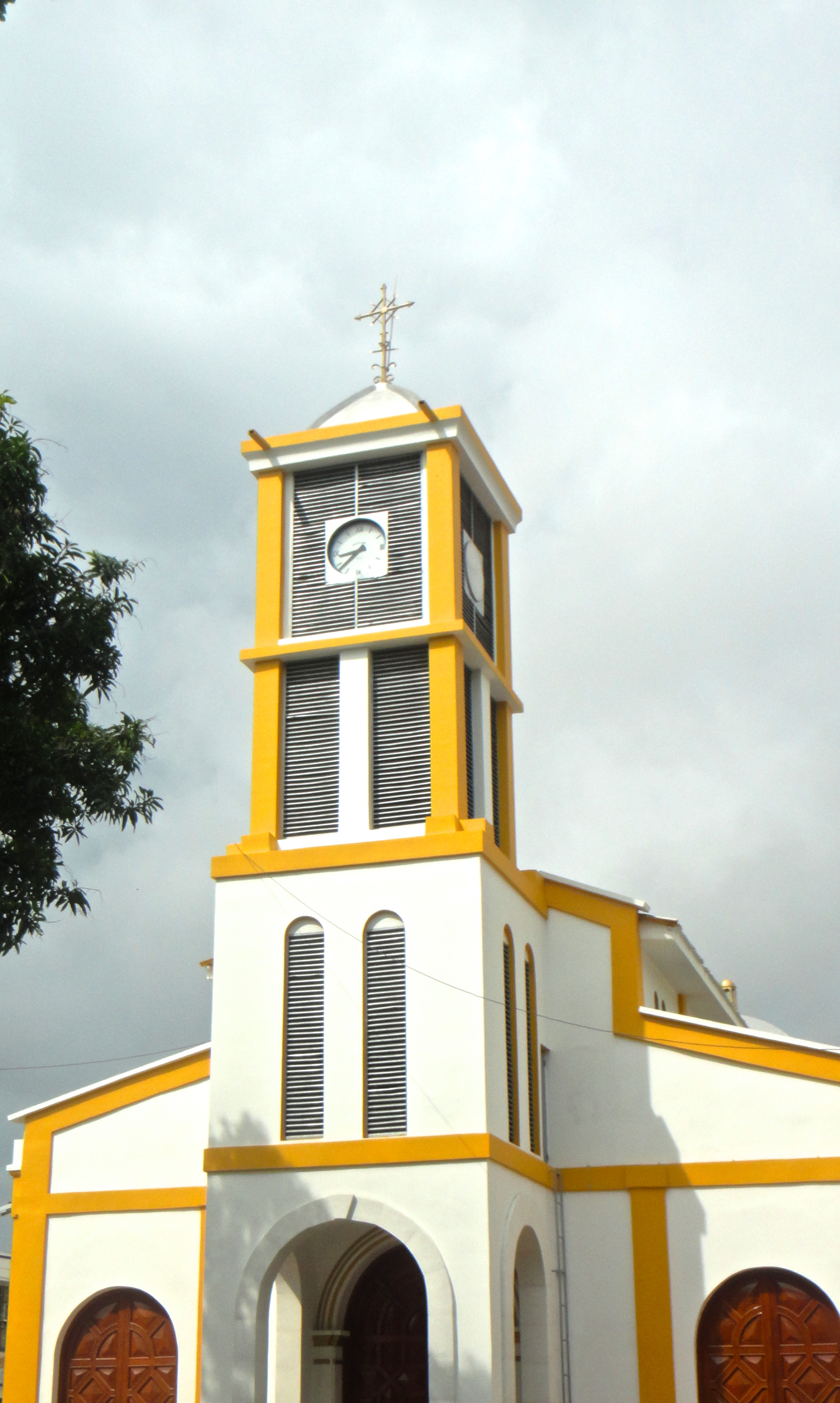
Katedra św. Barbary w Aracua
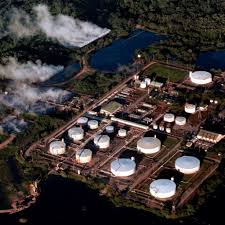
Caño limon – pole naftowe w Arauca
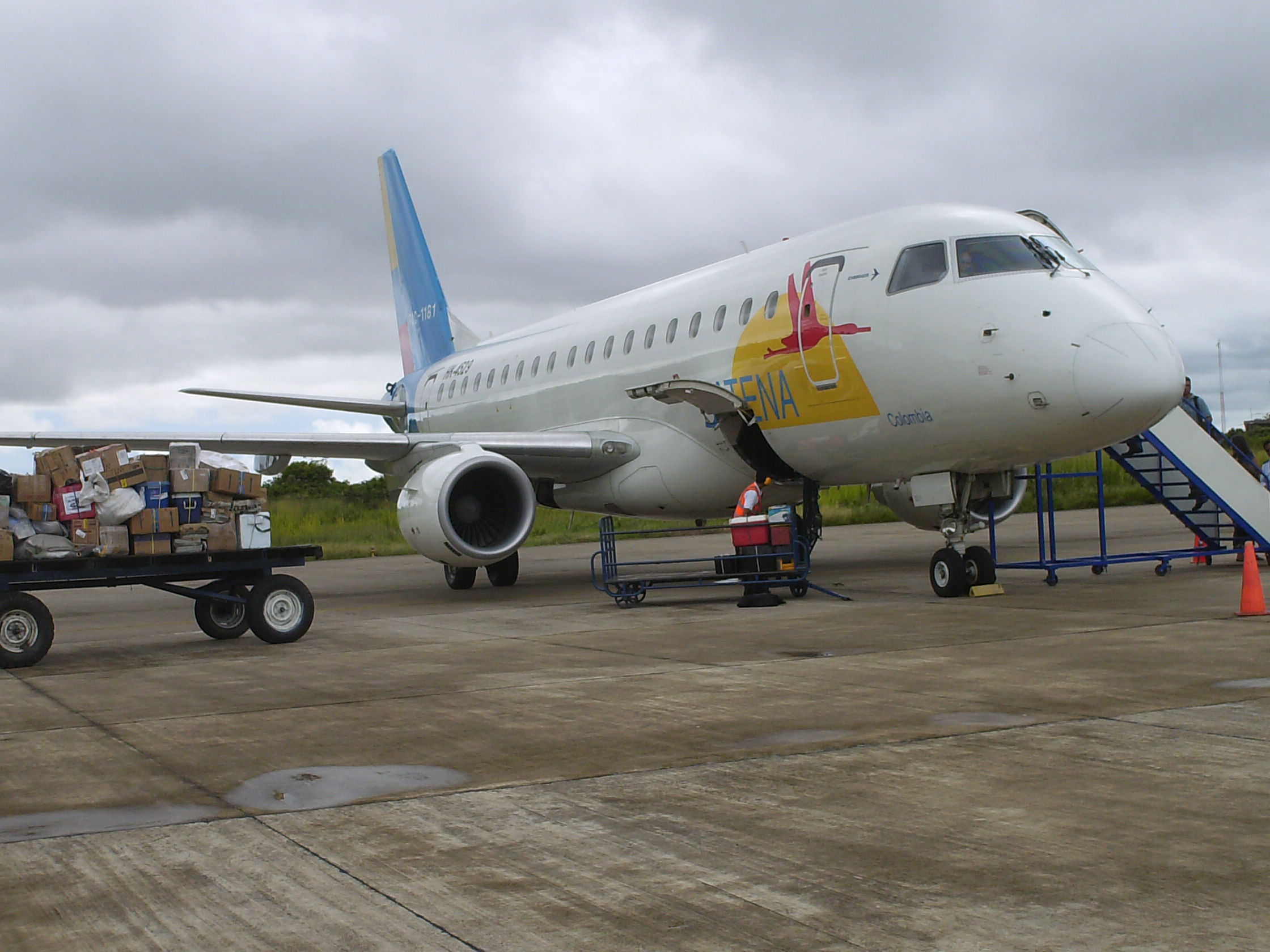
Samolot linii lotniczych SATENA na lotnisku Santiago Perez Quiroz